# Medio óptico
Un medio óptico es un material a través del cual se propagan las ondas electromagnéticas. Es un tipo de medio de transmisión. La permitividad y la permeabilidad del medio definen como se propagan las ondas electromagnéticas en él. El medio posee una impedancia intrínseca que viene dada por:
{\displaystyle \eta ={E_{x} \over H_{y}}}
Donde {\displaystyle E_{x}} y {\displaystyle H_{y}} son el campo eléctrico y el campo magnético, respectivamente.
En una región sin conductividad eléctrica, la expresión es simplifica a:
{\displaystyle \eta ={\sqrt {\mu  \over \varepsilon }}\ .}
Por ejemplo, en el vacío la impedancia intrínseca se denomina impedancia característica del vacío, y se denota por Z0, por lo que:
{\displaystyle Z_{0}={\sqrt {\mu _{0} \over \varepsilon _{0}}}\ .}
Las ondas se propagan a través del medio con una velocidad {\displaystyle c_{w}=\nu \lambda }, donde {\displaystyle \nu } es la frecuencia y {\displaystyle \lambda } es la longitud de onda de les ondas electromagnéticas. Esta ecuación también se puede escribir de la siguiente forma:
{\displaystyle c_{w}={\omega  \over k}\ ,}
Donde {\displaystyle \omega } es la frecuencia angular de la onda y  {\displaystyle k} es el número de onda de la onda. En ingeniería eléctrica, el símbolo {\displaystyle \beta }, denominado la constante de fase, se suele utilizar en lugar de {\displaystyle k}.
La velocidad de propagación de las ondas electromagnéticas en el vacío, un estado de referencia estándar idealizado (como el cero absoluto para la temperatura), se denotada por convención por c0:
{\displaystyle c_{0}={1 \over {\sqrt {\varepsilon _{0}\mu _{0}}}}\ ,}
Donde {\displaystyle \varepsilon _{0}} es la constante eléctrica y {\displaystyle ~\mu _{0}\ } es la constante magnética.